# Organisation du peuple rodriguais
Pour les articles homonymes, voir OPR.
L’Organisation du peuple rodriguais, ou OPR, est un parti politique mauricien créé en 1976 par Serge Clair pour défendre l'Autonomie de Rodrigues.
Lors des élections législatives de 2014, le parti obtient 21 874 suffrages et remporte 2 sièges au parlement.
Depuis la dernière élection régionale de février 2017, le parti OPR est majoritaire à l'assemblée régionale avec 10 sièges sur 17 face au parti minoritaire du Mouvement rodriguais (MR).